# 外環路駅
外環路駅（がいかんろ-えき）は、中華人民共和国上海市閔行区にある上海軌道交通1号線の駅である。

## 駅構造

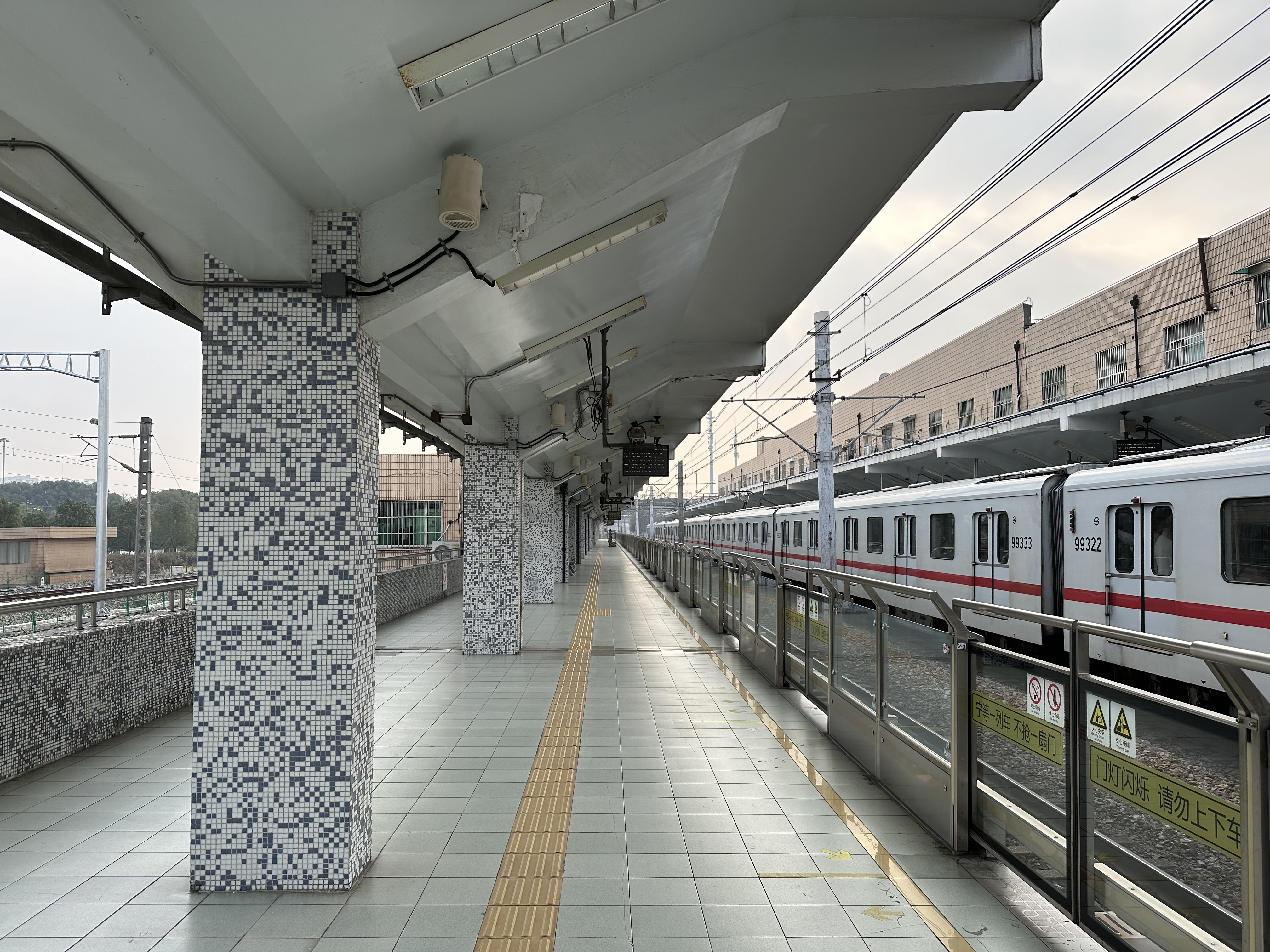
ホーム

相対式ホーム2面2線を有する地上駅。

## 駅周辺
- 上海外環高速道路 - 駅名の由来。

## 歴史
- 1996年12月28日 - 開業。

## 隣の駅
上海軌道交通
■1号線
莘荘駅 - 外環路駅 - 蓮花路駅